# Andreas Wilson
Andreas Axel Janota Wilson (Stoccolma, 7 marzo 1981) è un attore svedese che ha sposato, nel 2010, Nicole Janota.

## Biografia
Ha interpretato il ruolo di protagonista nel film Evil - Il ribelle candidato all'Oscar per il miglior film straniero nel 2004. Ha recitato inoltre in Kill Your Darlings, Babas bilar e Den utvalde. Ha ottenuto la candidatura allo Shooting Stars Award dall'European Film Promotion nel 2004 ed è stato modello per il marchio di abbigliamento Abercrombie & Fitch.

## Filmografia
- The Veil of Twilight (2014)
- Real Humans (serie TV, 2012)
- Sebastians Verden (2010)
- Bicycle Bride (2010)
- Stone's War (2008)
- Colorado Avenue (2007)
- Kill Your Darlings (2006)
- Babas bilar (2006)
- Animal (2005)
- Den utvalde (2005)
- Evil - Il ribelle (2003)

## Riconoscimenti
- 2004 - Guldbagge
  - Candidatura a miglior attore per Evil - Il ribelle